# Ehrennadel der Gesellschaft für Deutsch-Sowjetische Freundschaft

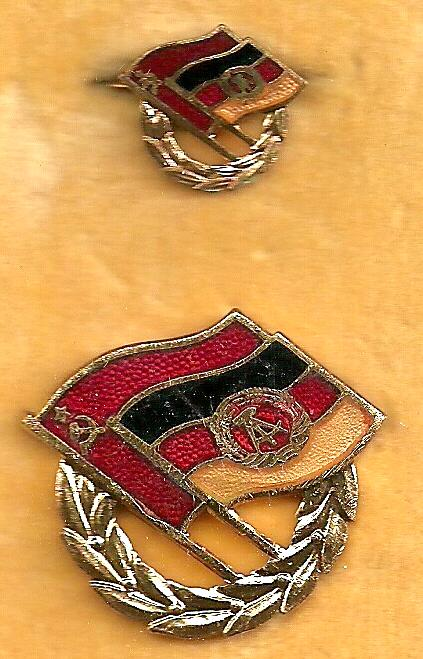
Ehrennadel der DSF – große und kleine Variante – Form ab 1960

Die Ehrennadel der Gesellschaft für Deutsch-Sowjetische Freundschaft war eine nichtstaatliche Auszeichnung  der gleichnamigen Gesellschaft für Deutsch-Sowjetische Freundschaft, die 1954 in zwei Stufen, Bronze und Silber gestiftet wurde. Ihre Verleihung erfolgte für Verdienste um die Festigung der Freundschaft zwischen der DDR und der Sowjetunion.
Die Ehrennadel zeigt in ihrer ersten Variante das Kopfporträt Josef Stalins hinter dem Kopf von Wilhelm Pieck. Hinter den Porträts sind die wehenden Flaggen der Sowjetunion und der DDR zu sehen, wobei die Flagge der Sowjetunion vor der Flagge der DDR steht. Umschlossen wird das Abzeichen dabei von einem halbkreisförmigen Eichenlaubkranz, der die untere Begrenzung darstellt. Die Rückseite zeigte eine Verleihungsnummer sowie eine Nadel oder Schraube zum Befestigen.
Im Zuge der Entstalinisierung in der DDR wurde das Aussehen des Abzeichens 1959 radikal verändert. Es zeigte nur noch die beiden wehenden Flaggen, nun allerdings die DDR-Flagge (noch ohne Staatswappen) vor der sowjetischen. Umschlossen wurden die Fahnen von einem Lorbeerkranz, der wie bei der ersten Form, die untere Begrenzung des Abzeichens bildet. 1960 wurde auf der Flagge der DDR das Staatswappen der DDR eingefügt. Die Rückseite der neueren Varianten zeigt auch keine Verleihungsnummer mehr, sondern eine querverlötete Nadel mit Gegenhaken. Es gab diese Variante sowohl versilbert wie auch vergoldet.